# Express MD1
O Express MD1 foi um satélite de comunicação geoestacionário russo construído pela Khrunichev em cooperação com a Thales Alenia Space, ele esteve localizado na posição orbital de 80 graus de longitude leste e era de propriedade da empresa estatal Russian Satellite Communications Company (RSCC). O satélite foi baseado na plataforma Yakhta (mod.) e sua vida útil estimada era de 10 anos. O mesmo saiu de serviço em agosto de 2013 após sofrer uma série de falhas, que deixou o satélite fora de controle.

## Lançamento
O satélite foi lançado com sucesso ao espaço no dia 11 de fevereiro de 2009, por meio de um veículo Proton-M/Briz-M a partir do Cosmódromo de Baikonur, no Cazaquistão, juntamente com o satélite Express AM44. Ele tinha uma massa de lançamento de 1.140 kg.

## Capacidade
O Express MD1 era equipado com 8 transponders em banda C e um em banda L para fornecer TV digital, radiodifusão, telefonia, transmissão de dados e serviços VSAT para a Rússia e Ásia. O satélite sofreu uma falha técnica em 4 de julho de 2013.

## Cobertura
O satélite pode ser recepcionado na Europa e Ásia.